# Asena-Legende

Namık İsmails vorgeschlagenes Hoheitszeichen der Türkei, das den Wolf Asena trägt (ab 1925)

Die Asena-Legende ist ein auf chinesische Quellen gestützter Ursprungsmythos der Türken. Asena ist eine türkeitürkische Nebenform zu Aschina, dem Stammvater des herrschenden Clans der Kök-Türken, die in chinesischen Quellen als Tujue (突厥) bezeichnet werden. Aschina ist in den chinesischen Quellen auch der Familienname der türkischen Chagane.
In Zentralasien sind verschiedene Versionen dieser Erzählung  verbreitet. Die ältesten schriftlichen Erwähnungen finden sich in der chinesischen Literatur, vor allem in den Annalen verschiedener chinesischer Herrscherhäuser. Die älteste Erwähnung findet sich in den Aufzeichnungen der Nördlichen Zhou-Dynastie (Mitte des sechsten Jahrhunderts). Bis auf eine Ausnahme spielt in allen chinesischen Erzählungen zur Abstammung der Türken eine Wölfin eine besondere Rolle. Ein ähnlicher Abstammungsmythos, in dem eine Wölfin eine besondere Rolle spielt, wurde bereits früher im Shiji des ersten großen chinesischen Historikers Sima Qian († 85 v. Chr.) mit den Wusun (Wu-sun) und später in der Geheimen Geschichte der Mongolen (Mitte des 13. Jahrhunderts) mit den Mongolen verbunden.

## Die Legende
Die Legende erzählt von einem kleinen Jungen, dem einzigen Überlebenden seines Stammes. Der Stamm fällt einem Massaker zum Opfer, doch der Junge wird von einer Wölfin gefunden und aufgezogen. Die Wölfin flieht mit dem Jungen in eine Höhle in den Bergen nordwestlich von Gaochang (Kao-Ch'ang). In der Höhle befindet sich eine große Ebene mit reicher Vegetation. In manchen Versionen ist der Junge noch ein Säugling, der von der Wölfin gesäugt wird. In anderen Versionen ist er bereits zehn Jahre alt und wird mit Fleisch ernährt. Der Junge wächst heran und vereinigt sich mit der Wölfin. In manchen Versionen lebt der Junge lange genug, um Rache zu nehmen. Aus der Vereinigung mit der Wölfin gehen zehn Jungen hervor.

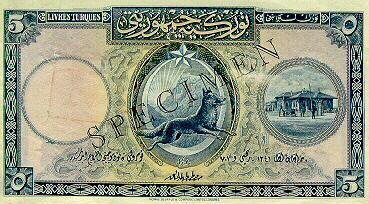
Asena auf der 5-Lira-Note der ersten Serie (ab 1927)

Der Wolf (türkisch kurt, alttürkisch böri) ist ein pantürkisches Symbol. Er wurde als heiliges Totemtier und Ahne verehrt. Früher hieß er kök böri („blauer, himmlischer Wolf“), wobei es in manchen Stämmen als tabu galt, seinen Namen Böri in Bezug auf das Tier auszusprechen. Wissenschaftler brachten die Zahl „zehn“ in der Legende mit den zehn Stämmen (On Oq = „zehn Pfeile“) in Verbindung, aus denen der Westteil des ersten Reiches der Göktürken bestand. Das Gebirge nordwestlich von Kao-ch'ang wurde als das Altai-Gebirge wiedererkannt.

## Zur Herkunft des Namens Asena

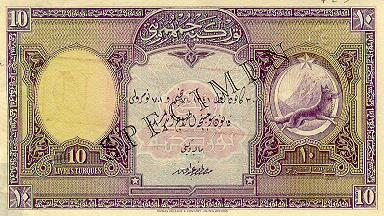
Asena auf der 10-Lira-Note der ersten Serie (ab 1927)

Die Herrscher des ersten und zweiten Reiches der Göktürken entstammten dem Hause Aschina, dem Adelsgeschlecht, das der Überlieferung nach mit dem Abstammungsmythos insofern eng verbunden war, als je nach Variante des Mythos einer oder alle Abkömmlinge der Wölfin in der ersten Generation oder einer Folgegeneration den Namen Aschina annahm, der dann als Familienname geführt wurde. Aus dem Namen Aschina wurde später der Name der Wölfin Asena abgeleitet.

## Die ältesten Versionen

### Variante „Wolf erzieht verlassenes Kind“
Die älteste Version dieser Variante befindet sich in den Aufzeichnungen der kurzlebigen Nördlichen Zhou-Dynastie (556–581) in dem um 629 fertiggestellten Zhou shu. Eine etwas andere Version derselben Legende ist im um das Jahr 659 fertiggestellten Pei shih zu finden. Die Aufzeichnungen der Sui-Dynastie, das zwischen 629 und 636 geschriebene Sui Shu, sind nahezu Wort für Wort identisch mit der Erzählung im Pei shih. Diese Variante ist vermutlich die unter der Mehrheit der damaligen Türken am meisten verbreitete Variante gewesen. Die Stele von Bugut, eines der ältesten schriftlichen Zeugnisse der Türken, ist mit einer Wölfin geschmückt, die ein Kind säugt; die Flagge des göktürkischen Reichs zeigte einen goldenen Wolfskopf; die Leibgarde der Herrscher der Türken wurde laut chinesischen Quellen fu-li (türk. böri, also „Wölfe“) genannt. Das Zhou shu gibt des Weiteren an, dass die Osttürken alljährlich die Stattlichen an die „Höhle des Ahnen“ führten, um eine Opfergabe zu zelebrieren. Das Sui shu bestätigt das und gibt an, dass auch die Westtürken hohe Würdenträger zur alljährlichen Zeremonie entsandten. (Die Höhle, in der dieses Ritual stattfand, befand sich auf osttürkischem Territorium.) In der Wissenschaft wird angezweifelt, dass es sich dabei um die gleiche Höhle wie in der Legende handelte. Schon die chinesischen Texte verwendeten zwei verschiedene Bezeichnungen für die Höhlen (hsüeh für die Höhle in der Legende, k'u für die Höhle, in der die alljährliche Zeremonie stattfand).
Diesen Quellen ist die Überzeugung gemein, dass es sich bei den Türken (chin.: t'u-chüeh) um einen von den Xiongnu losgelösten Zweig handelt. Im Zhou shu ist folgendes zu lesen:
Ohne Zweifel sind die Türken ein von den Xiongnu losgelöster Zweig. Sie gehören zum A-shih-na-Clan. Sie waren ein unabhängiger Volksstamm und wurden durch ein Nachbarland vollständig vernichtet. Da war ein Junge von zehn Jahren. Die Soldaten haben es aufgrund seines jungen Alters nicht fertiggebracht, ihn zu töten. Sie hackten ihm die Füße ab und warfen ihn in einen Sumpf. Dort lebte eine Wölfin, die ihn mit Fleisch ernährte. Als der Junge herangewachsen war, vereinigte er sich mit der Wölfin und schwängerte sie.
Der König (der früher den Stamm angegriffen hatte) erfuhr, dass der Junge noch lebte und schickte jemanden, um ihn zu töten. Der Bote sah die Wölfin mit dem Jungen und wollte auch sie töten. Aber die Wölfin floh an einen Berg nördlich von Kao-ch'ang.
In diesem Berg gab es eine Höhle und in der Höhle befand sich eine Ebene mit reicher Vegetation, die sich über mehrere hundert li erstreckte und von allen Seiten mit Bergen umschlossen war. Dort suchte die Wölfin Zuflucht und brachte später zehn Jungen zur Welt.
Die zehn Jungen wuchsen heran und nahmen Frauen von draußen. Jeder der Nachkommen nahm einen Familiennamen an und nannte sich A-shih-na.
Die Kinder und die Kinder der Kinder vermehrten sich. Allmählich bildeten sie mehrere hundert Familien. Einige Generationen später kamen sie aus der Höhle heraus und unterwarfen sich den Ju-ju. Sie lebten an der südlichen Seite des Chin-shan. Sie dienten den Ju-ju als Schmiede.
Die Erzählung im Pei shih ist dieser Erzählung ähnlich. Unterschiede oder Ergänzungen gibt es in folgenden Punkten:
- die Vorfahren der Türken, die auch in dieser Version als von den Xiongnu losgelöster Zweig angegeben werden, lebten westlich des Westlichen Meeres;
- dem Jungen werden Füße und Arme abgehackt;
- die Flucht der Wölfin geschieht so plötzlich, dass angenommen wird, dass sie von einem Geist an den Berg nordwestlich von Kao-ch'ang transportiert wurde;
- nur einer der 10 Jungen der Wölfin heißt A-shih-na;
- in der Höhle wird A-shih-na als Anführer bestimmt;
- in der Höhle haben die Türken eine Flagge mit einem Wolfskopf, um ihre Abstammung von der Wölfin nicht zu vergessen;
- aus der Höhle werden sie durch jemanden geführt, dessen Namen das Pei shih als A-hsien-shih angibt;
- die Juan-Juan werden Juan-Juan genannt, während sie im Zhou shu Ju-ju genannt werden.[8]

Diese Variante scheint die tatsächlich gegebene Abhängigkeit der Türken von den Juan-Juan bis zu ihrer Revolte im Jahr 552 widerzuspiegeln.

### Variante „Der Herr des Regens und des Winds“
Diese Variante befindet sich ebenso im Zhou shu, den Aufzeichnungen der Zhou-Dynastie. Auch in dieser Version stammen die Türken von einem Wolf ab. Es gibt einige wenige Überschneidungen mit der am meisten verbreiteten Version.
Die wichtigsten Angaben in dieser Version sind:
Die Vorfahren der Türken stammen aus dem Land So, nördlich der Xiongnu. Der Anführer dieses Stammes hieß A-pang-pu und hatte 70 jüngere Brüder. Er wurde von einem Wolf geboren. Das Land der Türken wurde aufgrund der Unfähigkeit A-pang-pus und seiner Brüder bald zerstört. Ni-shih-tu (ein anderer Sohn des Wolfs) hatte die übernatürliche Kraft, Regen und Wind zu erzeugen. Er heiratete die Töchter des Geists des Sommers und des Geists des Winters. Eine der Frauen brachte vier Söhne zur Welt, von denen der eine in einen weißen Schwan verwandelt wurde und ein anderer den Staat Ch'i-ku zwischen den Flüssen A-fu und Chien errichtete. Der dritte herrschte um den Fluss Ch'u-chih herum, der vierte (der älteste) hauste am Berg Chien-hsi-ch'u-chih-shih. An diesem Berg lebte auch noch ein Teilstamm von A-pang-pus Stamm. Sie litten sehr an der Kälte. Der Älteste machte Feuer und hielt sie am Leben. Nun unterwarfen sie sich dem Ältesten, machten ihn zu ihrem Herrscher und nannten ihn Türk. Er hieß Na-tu-liu-shih.
Na-tu-liu-shih hatte zehn Frauen, die Söhne nahmen den Beinamen der Mutter an. Einer hieß A-shih-na. Na-tu-liu starb. Die Söhne der zehn Mütter wollten nun einen neuen Anführer bestimmen. Derjenige, der am höchsten auf einen Baum springen konnte, sollte der Anführer werden. Am höchsten konnte A-shih-na springen. Er wurde zum neuen Anführer und wurde A-hsien-shih genannt.
Auch hier bleibt der historische Kern minimal. Das So-Reich, der Berg Chien-hsi-ch’u-chih-shih sowie A-pang-pu, der nur im Zhou shu erwähnt wird, sind nicht zu identifizieren. A-hsien-shih wird in dieser Variante im Zhou shu und in der ersten Variante im Pei shih erwähnt. Na-tu-liu-shih ist dagegen etwas besser bekannt. Die Aufzeichnungen der Tang-Dynastie (618–930) – das T'ang-shu  – erwähnen ihn als Urgroßvater T'u-mens (also Bumins), des Gründers des göktürkischen Reichs.
A-fu ist der Fluss Abakan, Chien ist der obere Jenissei, der Ch'u-chih entspricht vermutlich dem mittleren Teil des Jenissei. Die Ch’i-ku sind die Kirgisen, so dass in dieser Variante die Türken und die Kirgisen als Brüder oder Halbbrüder dargestellt werden und beide vom selben Vater Ni-shih-tu hervorgegangen sind.

### Variante „Der Geist des Sees“
Eine dritte Abstammungslegende der Türken ist diesmal nicht in offiziellen Papieren chinesischer Dynastien, sondern in der chinesischen Anekdotensammlung Yu-yang tsa-tu, die wahrscheinlich 860 geschrieben wurde, überliefert.
In dieser Version ist der Urahn der Türken kein Wolf, sondern ein Seegeist namens She-mo-she-li, der westlich der A-shih-te-Höhle lebt und sich mit einer weißen Hirschkuh vereinigt. Da in dieser Version der Wolf keine Rolle spielt, ist sie hier nur von marginalem Interesse.
Die in dieser Version enthaltenen Namen She-mo-she-li sowie der Name eines Stammes A-erh sind aus keiner anderen Quelle bekannt. She-li ist aber vermutlich der Name einer 649 für die Türken errichteten Präfektur, so dass bei Punktsetzung nach She-mo She-mo-she-li „der Seegeist von She-li“ bedeuten könnte. Der Name A-shih-te ist dagegen historisch belegt. Der mächtige Minister des zweiten Göktürkenreiches Tonyuquq gehörte nicht dem A-shih-na-Geschlecht, sondern dem A-shih-te-Geschlecht an.

### Sonstiges
Jean-Paul Roux schreibt in seinem Beitrag zur alttürkischen Mythologie des Wolfes:
Der Wolf ist das Tier, das in der alttürkischen Mythologie die bedeutendste Rolle zu spielen scheint. Wahrscheinlich hat sich die ursprüngliche Legende vom Ahnen-Wolf bei den Hsiung-nu [Xiongnu] entwickelt, und zwar zu einer unbekannten, aber zweifellos sehr frühen Zeit. Shiratori schreibt, dass sie in vorchristlicher Zeit schon gut ausgebildet bei den Wu sun vom Išíq Qul und vom Ili erscheint, die Indoeuropäer oder Prototürken sind. Zwei Erzählungen machen uns mit ihr bekannt. Beide berichteten von einer Wölfin, die ein Findelkind säugt, und einem Raben, der über ihr kreist.